# Luis Sánchez Latorre
Luis Sánchez Latorre, también conocido por su seudónimo «Filebo» (1925-17 de octubre de 2007), fue un periodista y escritor chileno.
Gran parte de su vida profesional estuvo asociada a su trabajo desarrollado por cerca de 60 años en Las Últimas Noticias que, junto a El Mercurio y La Segunda, fueron los periódicos que publicó la extensa obra de este periodista y escritor. Parte de estos artículos y crónicas se encuentran en Los expedientes de Filebo (1965) y Memorabilia de Filebo (2000). En 1985 obtuvo el Premio Nacional de Periodismo.
Murió en el año 2007, a los 82 años de edad.